# 업무 재설계
업무 재설계(業務再設計, Business process reengineering, 줄여서 BPR)은 경영혁신기법의 하나로서, 기업의 활동이나 업무의 전반적인 흐름을 분석하고, 경영 목표에 맞도록 조직과 사업을 최적으로 다시 설계하여 구성하는 것이다. 정보 시스템이 도입되면서 BPR이 매우 용이해졌다. 반복적이고 불필요한 과정들을 제거하기 위 작업 수행의 여러 단계들이 통합되고 단순화된다.

## BPR의 필요성
오늘날의 경영환경은 수요자 중심의 시장으로 변화하고 있으며, 이는 시장의 주도권이 판매자 또는 공급자에서 고객으로 이동하였음을 의미한다. 따라서, 오늘날의 기업은 이익의 원천인 동시에, 제공되는 재화와 용역의 최종 수혜자인 고객을 고려하여 프로세스를 정비하여야 한다.

## BPR 추진의 7가지 원칙
해머와 챔피(Hammer&Champy, 1993)는 BPR 추진을 위하여 반드시 지켜야 할 7가지 원칙을 제시하였다.
1. 업무 자체보다는 업무의 결과를 중심으로 조직화하라.
2. 프로세스의 결과를 이용하는 사람이 해당 업무를 수행하게 하라.
3. 정보처리 업무는 정보를 실제로 생산하는 업무에 포함시켜라.
4. 지리적으로 분산되어 있는 자원을 마치 중앙에 집중되어 있는 것처럼 취급하라.
5. 병행 업무에 대해서는 결과의 통합이 아닌, 과정의 연결을 시도하라.
6. 의사결정점을 실제로 업무가 수행되는 곳에 두고, 통제를 처리과정의 일부로 만들어라.
7. 정보는 한 번만 그 원천(발생지역)에서 파악하라.

## BPR 추진 절차
- 사업비전과 프로세스별 목표의 개발

비용절감, 작업시간절감, 작업환경개선, 권한위임과 같은 구체적인 사업 비전과 프로세스별 목표를 찾아내고 이들의 우선순위를 확정한 후 최종목표치를 정량화시켜 확정한다.
- 재설계 대상 핵심 프로세스의 규명

프로세스의 성과에 강한 영향을 미치는 핵심 프로세스 또는 문제가 되는 병목 프로세스를 찾아내어 재설계대상 프로세스로 확정하고 각 프로세스별 책임자를 선정하는 작업을 수행한다.
- 기존 프로세스의 이해와 측정

프로세스 재설계에 앞서, 일단 발견된 문제는 더 이상 반복하지 않고, 정확한 측정과 분석을 통하여 향후 개선의 기준으로 삼기 위하여 필요한 단계이다. 문제와 오류를 해결하고 개선된 프로세스를 위해 완전한 프로세스와 신중히 비교분석해야 한다.
- 필요 정보기술의 탐색

요구되는 정보기술을 탐색하는 단계이다.
- 프로세스 원형의 설계 및 구축

프로세스를 실제로 구축하게 되지만 이는 프로세스 재설계의 마지막이 아니라, 원형을 이용해 순환적 수정을 통하여 최적의 프로세스를 찾아나가는 형태이다.

## 분석 방법
- 활동 기준 원가 계산(Activity Based Costing, ABC)

활동(Activity) 단위에 따라 업무 과정을 분류하여 각각의 비용을 산출한다. 정보 시스템 등을 활용하여 보다 합리적으로 개선되면, 비용 절감 효과를 수치화할 수 있다.
```
예：비용 = 인원 및 설비의 시간 단가 × 시간 × 횟수
```

- 균형성과표(Balanced Score Card, BSC)

기업이나 조직의 비전과 전략을 4개의 시점으로부터 구체적인 행동 방침을 수립·관리하여, 전략의 입안과 실행을 지원하는 것과 동시에 전략 그 자체를 시장이나 환경의 변화에 맞추어 유연하게 적합시키기 위한 경영전략 입안·실행 평가의 체제이다.

## 업무 재설계의 적용을 위한 기법
- 역공학(reverse engineering)

경쟁기업의 제품을 완제품에서부터 애초에 설계되었던 부품단계까지로 역추론함으로써 경쟁제품의 설계사양을 유도하는 것을 말한다.
- 리스트럭처링(restructuring)

시스템의 기능적인 변화 없이 다른 새로운 시스템으로 변환하는 것을 말한다.
- 리엔지니어링(reengineering)

기능의 변화를 목적으로 시스템을 완전히 재설계하는 것을 말한다.

## 같이 보기
- 비즈니스 모델